# G4 Canada
G4 Canada (originellement TechTV Canada) était une chaîne de télévision canadienne spécialisée de catégorie A de langue anglaise appartenant à Rogers Media, lancée le 7 septembre 2001 et fermée le 31 août 2017. Le nom est utilisé sous licence de NBC Universal qui diffuse des émissions sur la technologie, les jeux vidéo et la pop culture.

## Histoire
Après avoir obtenu une licence auprès du CRTC en 2000, Rogers Broadcasting (33,34 %), Shaw Communications (33,33 %) et TechTV LLC (33,33 %) ont lancé le service sous le nom de TechTV Canada le 7 septembre 2001 avec une programmation traitant d'informatique, de technologie et d'Internet. En mars 2004 aux États-Unis, Comcast a fait l'acquisition de TechTV et l'a fusionné avec son service G4, devenant G4techTV le 28 mai 2004, qui a aussi pris effet au Canada. En février 2005, le service américain est revenu à son nom original, G4, mais le changement de nom pris effet au Canada qu'au mois de juin 2009.
Au mois de juin 2006, Shaw Communications a vendu ses parts à Rogers Media, et Comcast a aussi vendu ses parts à une date inconnue.
Le 26 octobre 2012, un communiqué sur le site web américain de G4 annonce l'arrêt de production des émissions Attack of the Show et X-Play d'ici la fin de l'année 2012. Plus tard, un autre communiqué annonce la diffusion des derniers épisodes dans la semaine du 21 janvier 2013. 
Le 14 août 2017, le Conseil de la radiodiffusion et des télécommunications canadiennes (CRTC) révoque officiellement la licence de G4 à la demande de Rogers Media.

## Programmation

### Émissions originales produites au Canada (Rogers Media & Greedy Productions Ltd)
- Call for Help (2004-2007)
- Gadgets and Gizmos
- Reviews on the Run
- Tech Books
- EP Daily / The Electric Playground / EP Weekly
- The Lab with Leo Laporte (2007-2008)
- Torrent

### Émissions originales produites aux États-Unis (G4 Media)
- Attack of the Show! (en) (2005-2013)
- Cheat!
- Xplay (en) (2004-2013)

### Émissions originales produites aux États-Unis (TechTV)
- Call for Help (2001-2004)
- Extended Play / X-Play (2001-2004)
- The Screen Savers (en) (2001-2004)